# Departamento Gobernador Dupuy
Gobernador Dupuy es un departamento de la provincia de San Luis, Argentina. Debe su nombre al Coronel Vicente Dupuy e Islas de Garay.
Con 18.323,7 km² de superficie, es el departamento más extenso de la provincia. Limita al norte con los departamentos de Juan Martín de Pueyrredón y General Pedernera, al este con las provincias de Córdoba y La Pampa, al sur con la de La Pampa, y al oeste con la provincia de Mendoza.

## Historia
Fue creado por la ley provincial 2.063 del 19 de noviembre de 1948 con territorios de los Departamentos La Capital (hoy Pueyrredón) y Pedernera con el nombre de "Presidente Perón". En 1955 cambió de nombre a Gobernador Dupuy.

## Localidades y gobiernos locales
El departamento comprende 9 localidades con gobiernos locales, cuyos ejidos municipales no son colindantes, por lo que no ocupan la totalidad del territorio departamental. 
Dichos gobiernos se encuentran categorizados en 2 municipios:
- Buena Esperanza
- Unión

Y 7 comisiones municipales, todas con un intendente comisionado:
- Anchorena
- Arizona
- Bagual
- Batavia
- Fortín El Patria
- Fortuna
- Nueva Galia

### Localidades sin gobierno local
Otras 3 localidades no se constituyen en gobiernos locales y por tanto no poseen ejido municipal ni autoridades propias:
- La Maroma
- Los Overos
- Martín de Loyola

## Parajes
- Aurora Puntana
- Bajada Nueva
- Casimiro Gómez
- Cochequingán
- Colonia Calzada
- Colonia La Florida
- Colonia La Verde
- Colonia Urdaniz
- Coronel Segovia
- El Peje
- El Porvenir
- Frisia
- Nueva Constitución
- Usiyal
- Vicente Dupuy

## Demografía

### Estructura
Según el censo 2022 la población total del departamento es de 14 343 personas, repartidas en 6 963 mujeres y 7 380 hombres, con un índice de masculinidad de 106,0 hombres por cada 100 mujeres. 
La edad mediana de la población es de 29 años (29 entre las mujeres y 30 entre los hombres).
El 9,4% de la población tiene más de 65 años (frente al 8,5% en 2010), y el 1,9% de la población tiene más de 80 años (frente al 1,7% en 2010)

### Salud y educación
El 50,6% de la población tiene al menos un tipo de cobertura de salud. 
Unas 4 580 personas asisten a algún tipo de establecimiento educativo de cualquier nivel y unas 887 personas tienen un título terciario o superior (10,7% sobre el total de la población instruida). La tasa de alfabetización es del 99,6

### Migraciones
De las personas residentes en el departamento, unas 4 043 (28,1% del total de población) nacieron en otra provincia, y unas 451 (3,1% del total de población) lo hicieron fuera del país, siendo los grupos de inmigrantes más numerosos los provenientes de:
- Bolivia: 47 personas
- Chile: 8 personas
- China: 6 personas
- Colombia: 5 personas

### Hogares
En el departamento hay un total de 5 470 viviendas  y 4 790 hogares. 
En cuanto al régimen de tenencia y regularidad de la propiedad de las viviendas, el 57,9% es propia, el 13,1% es alquilada, el 13,0% es cedida o prestada, y el resto se encuentra en otra situación.
Sobre el total de hogares, 3 384 (70,6% del total) tienen acceso a red pública de agua corriente, 1 467 (30,6% del total) tienen desagüe y descarga a red pública cloacal, solo 27 (0,6% del total) tienen acceso a red pública de gas, y 3 377 (70,5% del total) tienen acceso a red de internet en la vivienda. 